# Uomo in arme
Uomo in arme è un dipinto a olio su tela (87,5x67,3 cm) di Sebastiano del Piombo, databile tra il 1520 e il 1530 e conservato nel Wadsworth Atheneum di Hartford.
Il personaggio ritratto potrebbe corrispondere al condottiero Luigi Gonzaga detto "Rodomonte", padre di Vespasiano I Gonzaga, duca di Sabbioneta.